# Giuseppe Bennati
Giuseppe Bennati, né le 4 janvier 1921 à Pitigliano dans la province de Grosseto et mort le 26 septembre 2006 à Milan, est un réalisateur et metteur en scène italien.

## Biographie
Giuseppe Bennati a fréquenté le Centro Sperimentale di Cinematografia. Il a dû interrompre ses études à cause de la guerre.
Après le conflit, il a commencé sa carrière dans le film documentaire, puis en 1951 s'est tourné vers le long métrage en réalisant divers films jusqu'en 1974, puis se retire du métier.

## Filmographie

### Comme réalisateur
- 1952 : Il microfono è vostro (it)
- 1953 : Marco la Bagarre (Musoduro)
- 1954 : Opération de nuit (Operazione notte)
- 1955 : Non scherzare con le donne
- 1958 : La mina
- 1958 : L'Ami du jaguar (it) (L'amico del giaguaro)
- 1960 : Les Fausses Ingénues (Labbra rosse)
- 1961 : Congo vivo
- 1970 : Marcovaldo (it), adaptation pour la télévision de Marcovaldo d'Italo Calvino
- 1974 : L'assassin a réservé neuf fauteuils (L'assassino ha riservato nove poltrone)

### Comme scénariste
- 1953 : La valigia dei sogni de Luigi Comencini